# ROCKUMENT II -URBAN VOICES-
ROCKUMENT II -URBAN VOICES-"は、1996年に発売された甲斐よしひろの映像作品。ビデオはファンクラブ限定で発売された。

## 概要
1995年～2001年の6年間にわたって新宿にあった日清パワーステーションで開催されたシリーズライヴ『ロッキュメント』のシリーズ第二弾『URBAN VOICES』の模様を収録したビデオ。
『URBAN VOICES』は1996年6月28日・29日・30日、7月12日・13日・14日の2ヶ月間・各月3回開催され、月毎にセットリスト・毎回ゲストを変える中で一貫してテーマを持たせるというものだった。
ゲストミュージシャンは、6月28日・ゴスペラーズ、29日・松藤英男、30日大森信和、7月12日・RYU（EASY WALKERS)/田中一郎、13日・OKI（ストリート・ビーツ）、14日・EAST ENDが迎えられた。

## 収録曲
1. 冷たい愛情（ジェラシー）
2. 暁の終列車
3. シンパシー
4. ボーイッシュ・ガール
5. 天使（エンジェル）
6. カーテン
7. インジュリィ・タイム
8. ミッドナイト・プラスワン
9. ナイト・ウエイブ
10. キラー・ストリート
11. レディ・イヴ
12. 冷血（コールド・ブラッド）
13. GUTS
14. イエロー・キャブ

## ROCKUMENT II -URBAN VOICES-　セットリスト
| 1. 冷たい愛情（ジェラシー） 2. イエローキャブ 3. ボーイッシュ・ガール 4. シンパシー 5. 時の人 6. カーテン 7. レッド･シューター 8. ミッドナイトプラスワン（28日）・ふしぎな日（29日） ・スマイル（30日） 9. ハート（28日）・バランタインの日々（29日）・ミッドナイトプラスワン（30日） 10. 破れたハートを売り物に（28日）・メタモルフォーゼ（29日） ・嵐の明日（30日） 11. 嵐の明日（28日・29日）・風の中の火のように（30日） 12. 風の中の火のように（28日・29日）・キラー･ストリート（30日） 13. キラー･ストリート（28日・29日）・冷血（コールド･ブラッド）（30日） 14. 冷血（コールド･ブラッド）（28日・29日）・レディ･イヴ（30日） 15. レディ･イヴ（28日・29日）・ナイト･ウェイブ（30日） 16. ナイト･ウェイブ（28日・29日）・光と影（30日） 17. GO-MEN（28日・29日）・SLEEPY CITY（30日） 18. GUTS 19. ミッドナイトプラスワン（29日） | 1. ティーンエイジ・ラスト 2. 冷たい愛情（ジェラシー） 3. 暁の終列車 4. シンパシー（12日）・ダイナマイトが150屯（13日・14日） 5. 天使（エンジェル） 6. カーテン 7. インジュアリィ・タイム 8. からくり（12日）・別離の黄昏（13日・14日） 9. ブラッディ・マリー（12日・13日）・からくり（14日） 10. 別離の黄昏（12日）・黒い夏（13日）・ナイト･ウェイブ（14日） 11. ボーイッシュ・ガール（12日・14日）・ナイト･ウェイブ（13日） 12. ダイナマイトが150屯（12日）・ボーイッシュ・ガール（13日）・キラー・ストリート（14日） 13. 冷血（コールド･ブラッド）（12日）・キラー・ストリート（13日）・レディ･イヴ（14日） 14. ナイト･ウェイブ（12日）・レディ・イヴ（13日）・冷血（コールド･ブラッド）（14日） 15. レディ･イヴ（12日）・冷血（コールド･ブラッド）（13日）・i（14日） 16. ジャンキーズ・ロックンロール（12日）・GOLD（13日）・時の人（14日） 17. 嘘-たわごと（12日）・風の中の火のように（12日）・GOLD（14日） 18. GUTS（12日・13日） |  |